# Вітольд Шальонек
Ві́тольд Шальо́нек (Witold Szalonek; 2 березня 1927, Чеховиці-Дзедзиці — 12 жовтня 2001) — польський композитор і викладач.

## Життєпис
Народився в містечку Чеховиці-Дзедзиці (Сілезьке воєводство). В 1956 закінчив Державну вищу музичну школу в Катовицях. З 1967 викладав у цій вищій школі. У 1970—1974 р. очолював кафедру теорії і композиції. У 1973 запрошений на посаду професора у Вищу школу мистецтв у Берліні по класу композиції.
Шальонек є першовідкривачем «комбінованих звуків» на дерев'яних духових. З 1970 року проводив семінари і курси з власної композиторської техніки у вищих навчальних закладах Данії, Німеччини, Фінляндії, Польщі і Словаччини.